# Spinefarm Records
Spinefarm Records är ett skivbolag med bas i Helsingfors i Finland. Bolaget fokuserar på heavy metal och är välkänt och respekterat bland metalfans, då grupper tillhörande en genre som annars skulle kategoriseras som underground har haft kommersiella framgångar tack vare skivbolaget. Bland de mest kända finns Nightwish, Sentenced, Amaranthe, Children of Bodom och Sparzanza. Sedan 2002 är Spinefarm ett fristående bolag inom Universal Music Group. Sedan 1999 finns även dotterbolaget Spikefarm Records.

## Grupper med kontrakt hos Spinefarm
- Amaranthe
- Amberian Dawn
- Artificial Heart
- Benea Reach
- Bob Malmström
- Brymir
- C.B Murdoc
- Carnalation
- Caskets Open
- Chthonic 閃靈
- Crimfall
- Deals Death
- Draugnim
- Dreamshade
- Ensiferum
- Ghoul Patrol
- Hateform
- Kalmah
- Killing Joke
- Machinae Supremacy
- Medeia
- Metsatöll
- MyGrain
- Ofermod
- One Morning Left
- Oranssi Pazuzu
- Profane Omen
- Santa Cruz
- Shape of Despair
- Shining
- Sleep Token
- Soen
- Sparzanza
- Swallow the Sun
- Viikate]
- Warmen